# Broombenzylcyanide
Broombenzylcyanide is een organische verbinding met als brutoformule C8H6BrN. Het is een nitril afgeleid van benzylcyanide. In zuivere toestand is broombenzylcyanide een vaste stof die voorkomt als geelachtige kristallen. Ze zijn weinig oplosbaar in water, maar goed oplosbaar in de meest gangbare organische solventen. Het technisch product is een bruine, olieachtige vloeistof.

## Synthese
Broombenzylcyanide kan bereid worden door benzylcyanide te bromeren met dampvormig broom.

## Structuur
Broombenzylcyanide heeft een chiraal centrum en komt dus voor in twee enantiomere vormen: (R)- en (S)-broombenzylcyanide. Racemisch broombenzylcyanide is een 1:1-mengsel van beide enantiomeren.

Enantiomeren van broombenzylcyanide, (R)-vorm (links) en (S)-vorm.

## Eigenschappen en toepassingen
Broombenzylcyanide is een erg irriterende stof die door militairen en ordediensten in het verleden is gebruikt voor chemische oorlogsvoering en oproerbeheersing. Inhalatie van damp of stof is irriterend voor ogen en huid; ze veroorzaakt een brandend gevoel en tranen in de ogen, naast hoesten, ademhalingsmoeilijkheden en misselijkheid. Bij kortstondige blootstelling verdwijnen de effecten na enkele minuten.
De stof werd in de Eerste Wereldoorlog ingezet door de geallieerden onder de namen CA, BBC en Camite. Ze was een van de eerste stoffen die als traangas werd gebruikt. Ze is voorbijgestreefd door meer effectieve stoffen als chlooracetofenon (CN-gas).